# Supercoppa lussemburghese 2023 (pallavolo maschile)
La Supercoppa lussemburghese 2023, 4ª edizione della Supercoppa nazionale di pallavolo maschile, si è svolta il 23 settembre 2023: al torneo hanno partecipato due squadre di club lussemburghesi e la vittoria finale è andata per la seconda volta allo Strassen.

## Regolamento
La formula ha previsto una gara unica.

## Squadre partecipanti
| Squadra  | Qualificazione                                                     |
| -------- | ------------------------------------------------------------------ |
| Fentange | Finalista Coppa di Lussemburgo 2022-23                             |
| Strassen | Vincitrice Coppa di Lussemburgo 2022-23/Division Nationale 2022-23 |

## Torneo
| 23 settembre 2023 Hall des sports, Lorentzweiler Durata: 1h:06 - Spettatori: ? | Strassen | 3 - 0 | Fentange | 25-12, 25-14, 25-19 |